# Stay Out of Order
Stay Out Of Order è il terzo album del gruppo musicale Hardcore punk The Casualties.

## Tracce
1. No Way Out
2. Proud to Be Punk
3. Street Punk
4. Fight for Your Life
5. Time to Think
6. Violence
7. Same Fucking Song
8. Just Another Lie
9. Authority Is Dead
10. Preachers
11. Way of Life
12. Society's Fodder

## Formazione
- Jorge - voce
- Rick - basso
- Jake - chitarra
- Meggers - batteria